# كرويانكا كيلشر
كرويانكا كيلشر (مواليد 11 فبراير 1990) هي ممثلة، مغنية وناشطة أمريكية، عرفت لتأديتها دور بوكاهانتس في فيلم العالم الجديد وبدورها في مسلسل يلوستون.

## وصلات خارجية
- كرويانكا كيلشر على موقع IMDb (الإنجليزية)
- كرويانكا كيلشر على موقع ألو سيني (الفرنسية)
- كرويانكا كيلشر على موقع ميوزك برينز (الإنجليزية)
- كرويانكا كيلشر على موقع أول موفي (الإنجليزية)
- كرويانكا كيلشر على موقع قاعدة بيانات الأفلام السويدية (السويدية)
- كرويانكا كيلشر على موقع ديسكوغز (الإنجليزية)
- كرويانكا كيلشر على موقع قاعدة بيانات الفيلم (الإنجليزية)
- كرويانكا كيلشر على موقع كينوبويسك (الروسية)